# Limonia maculipennis
Limonia maculipennis là một loài ruồi trong họ Limoniidae. Chúng phân bố ở miền Cổ bắc.